# 수용 측연
수용측연(手用測鉛, hand lead)는 무게추와 밧줄로 구성된 간단한 측심 기구다. 무게추는 보통 납을 사용하며 줄에는 수심을 나타내기 위해 수심표를 만든다. 보통 수용측연이라 하면 경측연(약 3~7kg)을 의미하며 깊은 심해의 수심을 측정하기 위한 중측연(약 13kg 이상)을 사용하는 장비를 심해측연(深海測鉛, deep sea lead)이라 한다. 하지만 심해측연은 음향측심기의 발달로 거의 사용하지 않는다. 납덩이 밑에 아밍 홀(arming hole)이라는 구멍을 만들어 동물성기름(tallow) 및 기타 접착제를 채워 넣어 해저의 질을 파악하기도 한다.

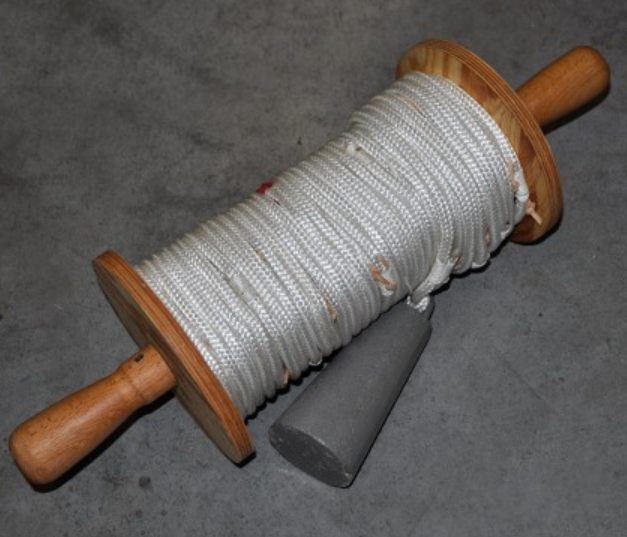